# Cádiar
Cádiar és un municipi andalús situat en la part centre-sud de la Alpujarra (província de Granada).
Limita amb els municipis de Bérchules, Alpujarra de la Sierra, Ugíjar, Murtas i Lobras. El municipi comprèn els nuclis de població de Cádiar, Narila, Yátor i La Rambla del Banco. Està situat en una vall, per on discorre el riu Guadalfeo, entre Sierra Nevada i La Contraviesa.
Considerada per l'hispanista Gerald Brenan com el "melic de l'Alpujarra", Cádiar gaudeix d'una posició estratègica sent el nus central de comunicacions de la comarca.